# Districte de Montluçon
El Districte de Montluçon és un dels tres districtes del departament francès de l'Alier, a la regió d'Alvèrnia-Roine-Alps. Té 12 cantons i 106 municipis. El cap del districte és la sotsprefectura de Montluçon.

## Cantons
cantó de Cérilly - cantó de Comentriac - cantó de Domairat-Montluçon Nord-Oest - cantó d'Ebruelh - cantó d'Eiriçon - cantó d'Uriat - cantó de Marsilhac - cantó de Montluçon Est - cantó de Montluçon Nord-Est - cantó de Montluçon Oest - cantó de Montluçon Sud - cantó de Montmaraud